# Kingsley Madu
Kingsley Madu (Kaduna, 12 de diciembre de 1995) es un futbolista nigeriano que juega de defensa en el MFK Zemplín Michalovce de la Superliga de Eslovaquia. Es internacional con la selección de fútbol de Nigeria.
Con la selección nigeriana ganó la medalla de bronce en los Juegos Olímpicos de Río de Janeiro 2016.

## Clubes
| Club                   | País       | Año       |
| ---------------------- | ---------- | --------- |
| El-Kanemi Warriors FC  | Nigeria    |           |
| FK AS Trenčín          | Eslovaquia | 2014-2016 |
| SV Zulte Waregem       | Bélgica    | 2016-2019 |
| KSV Roeselare (cedido) | Bélgica    | 2019      |
| Odense BK              | Dinamarca  | 2019-2020 |
| FK AS Trenčín          | Eslovaquia | 2021-2023 |
| MFK Zemplín Michalovce | Eslovaquia | 2025-     |

## Palmarés

### Títulos nacionales
| Título                  | Club             | País       | Año  |
| ----------------------- | ---------------- | ---------- | ---- |
| Superliga de Eslovaquia | FK AS Trenčín    | Eslovaquia | 2015 |
| Copa de Eslovaquia      | FK AS Trenčín    | Eslovaquia | 2015 |
| Superliga de Eslovaquia | FK AS Trenčín    | Eslovaquia | 2016 |
| Copa de Eslovaquia      | FK AS Trenčín    | Eslovaquia | 2016 |
| Copa de Bélgica         | SV Zulte Waregem | Bélgica    | 2017 |